# 선린인터넷고등학교
선린인터넷고등학교(善隣인터넷高等學校, Sunrin Internet High School)는 대한민국 서울특별시 용산구 청파동3가에 있는 공립 고등학교이다.

## 학교 연혁
- 1899년 6월 : 관립 상공학교 설립 (대한제국 정부)
- 1904년 9월 : 학교명 변경 관립 농상공학교
- 1908년 2월 : 제1회 졸업식
- 1951년 9월 : 학교명 변경 선린상업고등학교
- 2000년 11월 : 학교명 변경 선린인터넷고등학교
- 2000년 12월 : 특성화 고등학교로 인가
- 2006년 3월 : 교훈 변경 세계로 미래로 꿈을 펼치자
- 2008년 2월 : 제100회 졸업식
- 2018년 3월 : 직업계고 고교학점제 연구학교 지정(3개년간)
- 2021년 2월 : 제113회 290명 졸업(누적 47,663명)
- 2021년 9월 : 제24대 박종은 교장 취임

## 설치 학과
- 소프트웨어과
- IT경영과
- 콘텐츠디자인과
- 정보보호과

## 참고 문헌
- 선린인터넷고등학교 - 한국교육학술정보원 학교알리미

## 같이 보기
- 선린상업고등학교 정구단
- 선린상업학교 농구단
- 선린상업학교 육상단